# Martha Yujra
Martha Yujra Apaza, née le 19 janvier 1964, est une femme politique et syndicaliste bolivienne qui est ministre de la Culture et du Tourisme de 2019 à 2020. Leader syndicaliste de premier plan à El Alto, Yujra est la seule membre autochtone du cabinet de Jeanine Áñez et la dernière fonctionnaire à diriger le ministère de la Culture et du Tourisme ; l'institution est supprimée pendant son mandat. Durant son mandat, le cabinet de Yujra s'occupe principalement des effets de la pandémie de COVID-19 sur le secteur culturel, en élaborant des moyens d'atténuer les répercussions économiques des mesures de quarantaine sur les artisans et les artistes. Elle est ensuite conseillère à l'ambassade de Bolivie à Quito de juillet à novembre 2020. Avant d'être ministre, Yujra s'est fait connaître par son opposition farouche au gouvernement d'Evo Morales. En 2017, elle dirige une faction dissidente du Centre régional des travailleurs d'El Alto, pro-gouvernemental. En tant que secrétaire exécutif, Yujra aligne le syndicat sur l'alliance Bolivia Says No, se présentant sans succès pour représenter La Paz à la Chambre des députés lors des élections générales annulées de 2019.

## Jeunesse et carrière
Martha Yujra est née le 19 janvier 1964 à La Chojlla (en), une petite communauté minière située dans les Yungas de La Paz. D'origine aymara, sa mère décède lorsqu'elle a sept ans ; elle est donc élevée par son père, un mineur local. Dès l'âge de 17 ans, elle suit une formation syndicale et est déléguée étudiante à la mine de Chojlla. Là, elle se rebelle activement contre les rôles de genre machistes traditionnels imposés par sa communauté, cherchant à faire carrière dans le mouvement syndical,.
Adolescente, Yujra s'installe à El Alto, où elle étudie à l'école Eduardo Abaroa, puis obtient son diplôme de l'unité éducative Simón Bolívar. Quelque temps plus tard, Yujra entame une longue carrière syndicale ; en 2000, elle rejoint la Fédération des parents d'élèves avant de devenir brièvement membre de la Fédération Bartolina Sisa (en),. Plus tard, Yujra devient membre active de la Centrale régionale des travailleurs d'El Alto (COR-El Alto), où elle reste impliquée pendant plus de dix ans. Malgré son ancienneté, elle est souvent confrontée aux attitudes patriarcales typiques de ses camarades : « Au début, au COR, mes collègues m'envoyaient au magasin [même si] j'étais leur pair. Jusqu'à ce que je m'arrête et que je dise : les femmes doivent être respectées. ». En tant que membre du COR, Yujra est présent pendant la période turbulente de troubles sociaux qu'El Alto connait pendant le conflit du gaz bolivien, qui culmine avec la chute du pouvoir du président Gonzalo Sánchez de Lozada en octobre 2003,.

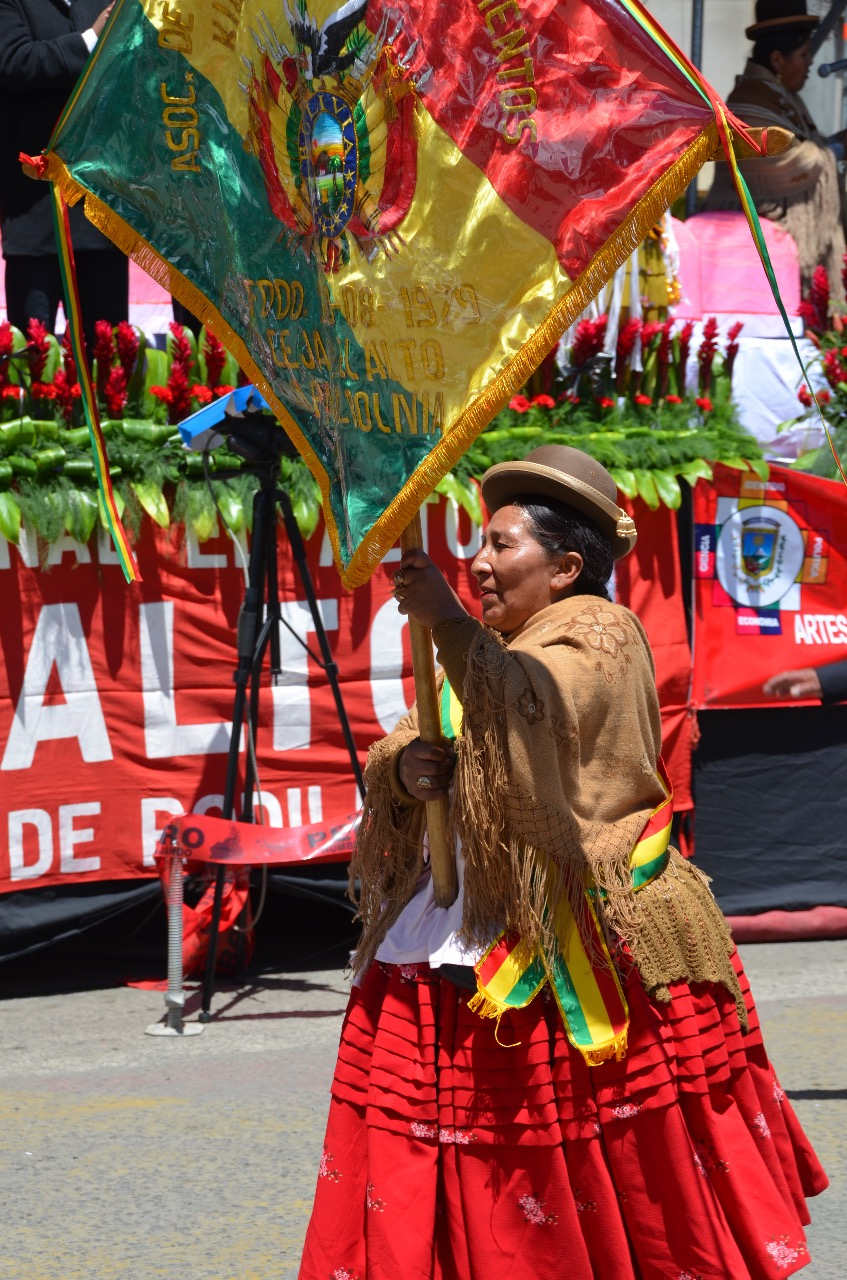
Une syndicaliste du COR hisse le drapeau tricolore bolivien lors d'un défilé, le 4 mars 2020.

Grâce à son militantisme, Yujra se fait connaître à El Alto, notamment pour ses critiques virulentes à l'égard du président Evo Morales, figure généralement vénérée par les milieux syndicaux,. De ce fait, ses positions la met parfois en porte-à-faux avec le COR, qui s'aligne sur le parti de Morales, le Mouvement pour le socialisme (MAS-IPSP). En 2015, Yujra s'oppose activement à la candidature du maire Edgar Patana, soutenue par le COR, pour sa réélection, affirmant que sa gestion a fait reculer la ville d'une demi-décennie. En tant que représentante du Mouvement civique de quartier, elle signe une alliance politique pour soutenir la campagne municipale de Soledad Chapetón (en), qui refuse finalement à Patana un second mandat lors des élections municipales de cette année-là,,.
La rupture définitive de Yujra avec le COR intervient en juin 2017, lorsqu'elle est nommée secrétaire exécutive du COR lors d'un congrès qu'elle a elle-même convoqué, remettant en cause le pouvoir d'Eliseo Suxo, un ancien parlementaire pro-gouvernemental, qui a mis en place une série de mécanismes pour prolonger son mandat,. Cette décision divise le COR en deux factions, Yujra et Suxo se déclarant tous deux secrétaires exécutifs légitimes de l'ensemble de l'organisation. À cela s'ajoute une troisième faction dirigée par Pedro Chinche, affiliée au gouvernement Chapetón,. Le 8 décembre, la faction pro-gouvernementale du COR expulse Yujra de ses rangs, l'accusant d'avoir pris des engagements avec des partis politiques en violation du statut de neutralité du syndicat.
Malgré son éviction, le syndicat rival de Yujra continue à opérer dans la ville. À l'approche des élections générales de 2019, le COR de Yujra participe à de nombreuses mobilisations menées par l'opposition, rejetant la reconduction du président Morales pour un quatrième mandat, ce qui contrevenait à un référendum de 2016 qui a rejeté l'abolition de la limitation des mandats. Avec le slogan 21F, Yujra mène des marches à travers El Alto, déclarant que « le peuple Alteño a rejoint ce combat parce que la démocratie appartient aussi aux Alteños »,. En janvier de la même année, Yujra participe à une grève de la faim de sept jours contre le président, ne levant la mesure qu'à la demande urgente du personnel médical. Pendant la campagne, elle soutient la candidature présidentielle du sénateur Oscar Ortiz (en), sa faction du COR devenant une composante de son alliance Bolivia Says No (BDN). Le BDN désigne Yujra comme candidate à la députation de La Paz, la plaçant ainsi deuxième sur sa liste électorale.
En fin de compte, l'alliance BDN ne réussi pas à gagner une traction substantielle dans le département de La Paz, obtenant seulement 1,19 pour cent des voix. Cependant, au moment où le décompte officiel à La Paz se termine, la Bolivie est entrée dans une période de troubles généralisés alimentés par des accusations de fraude électorale au niveau national. Au milieu de grèves civiques à l'échelle nationale, le COR de Yujra mène des manifestations à El Alto, exigeant la démission des membres du Tribunal électoral suprême, qu'elle qualifie de « traîtres à la patrie »,. Après vingt et un jours de protestations, la soi-disant révolution Pitita culmine avec la démission de Morales et de son gouvernement.

## Ministre des Cultures
Morales est remplacé par la sénatrice de l'opposition Jeanine Áñez, qui forme rapidement un cabinet ad hoc pour superviser un gouvernement intérimaire. Le 14 novembre 2019, deux jours après sa prise de fonction, Áñez nomme Yujra à la tête du ministère de la Culture et du Tourisme. Yujra est la seule membre autochtone du cabinet Áñez, un point qu'elle souligne lors de sa cérémonie d'investiture, où elle s'« engagée, en tant que femme dans une pollera, à… … de continuer à lutter pour un pays uni dans la diversité ». Dans son discours, elle déclare également : « C'est l'heure des femmes. C'est nous qui prenons les rênes de ce pays. ». Dans toute l'histoire de la Bolivie, Áñez n'en est que la deuxième femme chef d'État,,.

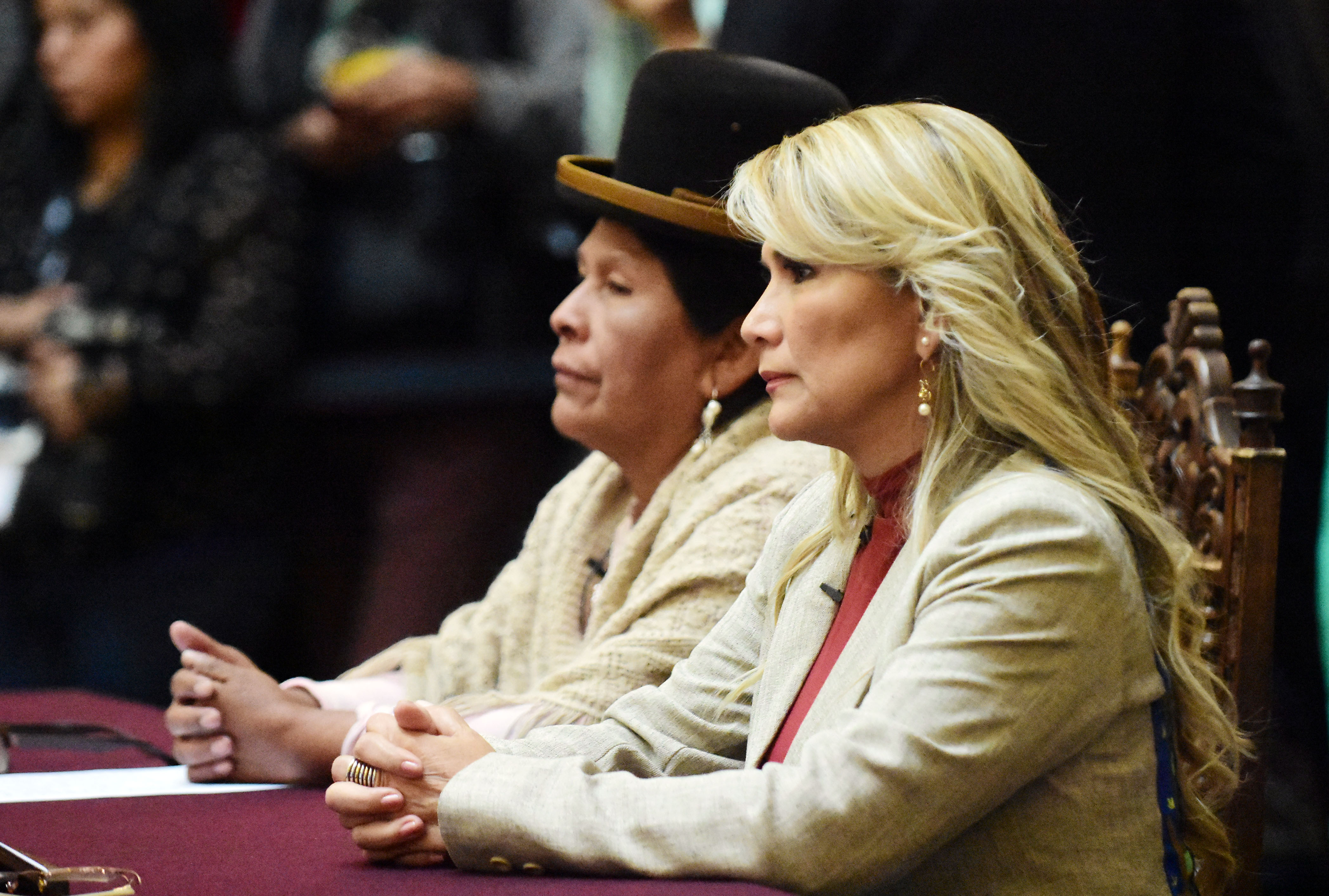
Áñez, flanquée à sa droite de Yujra, au Palacio Quemado, le 19 novembre 2019.

Après son investiture, dans un contexte de troubles sociaux persistants dans le pays, Yujra se présente comme médiatrice dans le dialogue du gouvernement avec les secteurs syndicaux d'El Alto. Le 18 novembre, elle se rend dans la ville pour rencontrer les dirigeants des associations de quartier, cherchant à négocier la fin des manifestations antigouvernementales,,. Les négociations sont partiellement fructueuses, la plupart des dirigeants syndicaux d'El Alto acceptant de se démobiliser. Cependant, des secteurs plus radicaux maintiennent des mesures de pression, aboutissant à un massacre perpétré par la police dans le quartier de Senkata,. Yujra impute une grande partie des troubles aux partisans du gouvernement précédent, accusant les membres du parti au pouvoir d'avoir forcé les Alteños à participer aux manifestations. De plus, l'administration de Yujra coopère avec les procureurs dans une procédure pénale contre sa prédécesseure, Wilma Alanoca, accusée d'avoir dirigé des actes de violence dans la ville.
Lors de sa première action majeure en tant que ministre, Yujra s'efforce d'obtenir la reconnaissance officielle par l'État de la communauté autochtone chola de Bolivie. Le 27 janvier 2020, lors d'une cérémonie en présence de dignitaires de divers groupes chola, Áñez signe un projet de loi commémorant les cholas de cinq départements et la communauté afro-bolivienne, reconnaissant leur identité comme faisant partie du patrimoine culturel immatériel du pays. Pour sa part, Yujra, elle-même chola, déclare : « Grâce à cette loi, les femmes des polleras auront une place qui leur correspond. »
Sous le slogan « Une culture de paix et d'unité pour guérir », le ministère des Cultures et du Tourisme lance les célébrations du carnaval 2020. La cérémonie d'inauguration se déroule à l'aéroport international de Viru Viru, avec un flash mob de danseurs, d'autorités invitées, dont Yujra, et d'autres invités, tous venus partager les festivités à bord d'avions commerciaux. Tout au long des festivités, le ministère de Yujra travaille en partenariat avec le secteur privé afin de promouvoir le tourisme dans le pays.
Au début de la pandémie de COVID-19, l'administration de Yujra doit faire face à l'impact des mesures de quarantaine sur les artistes et les animateurs du pays. Le 28 avril, le ministère de la Culture organise une conférence en ligne avec des délégués de différents secteurs du divertissement, au cours de laquelle des solutions viables pour faire face à la situation difficile sont présentées. Néanmoins, Yujra est critiquée pour ne pas avoir répondu adéquatement aux besoins des artistes, ses opposants affirmant que son ministère a manqué de rigueur dans la gestion tout au long de la pandémie. De plus, la Fédération des conseils de quartier d'El Alto accuse Yujra de ne pas coordonner les mesures anti-COVID avec les autorités locales, malgré sa nomination comme déléguée présidentielle à la ville à cette fin.

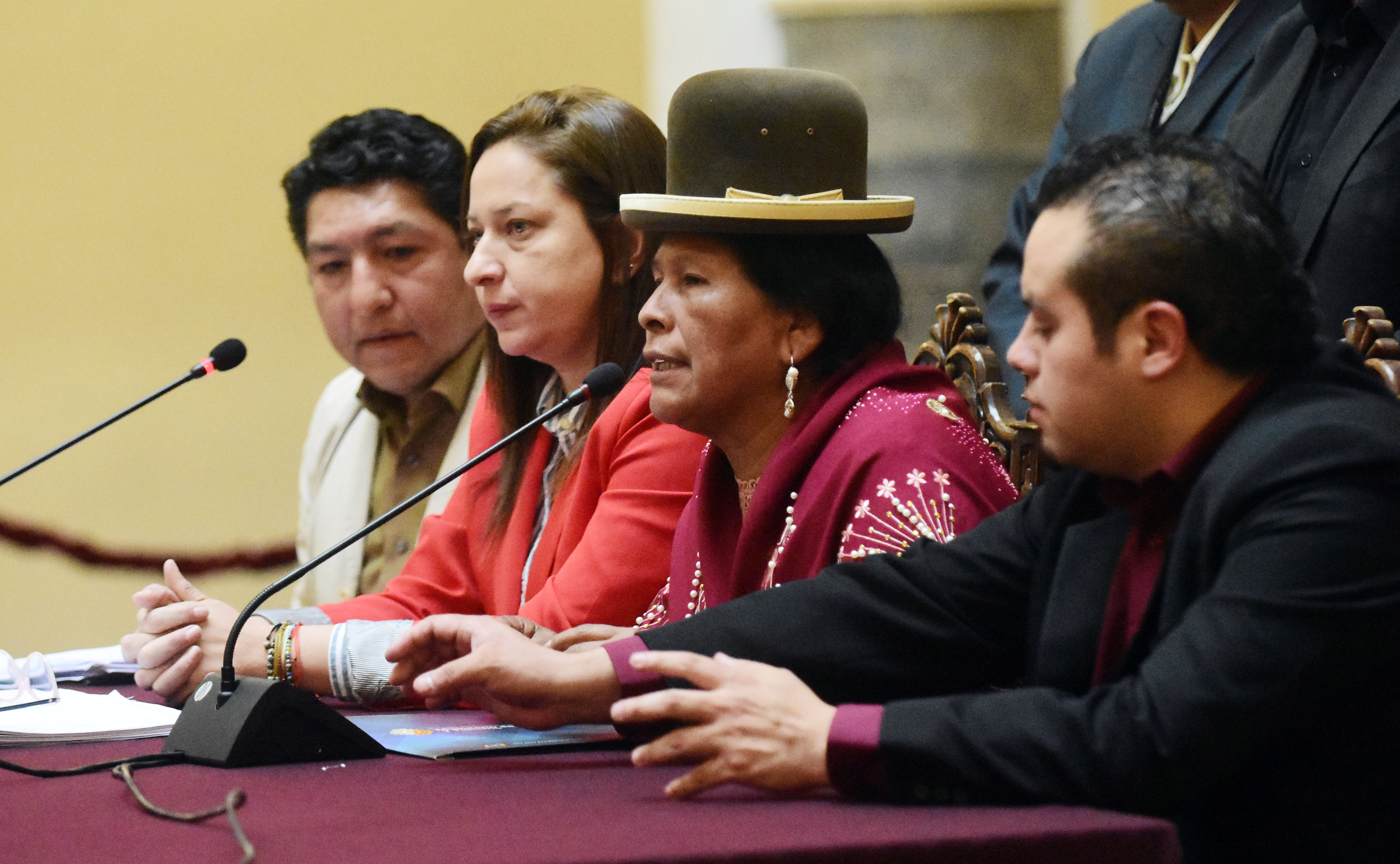
Yujra et ses vice-ministres lors d'une conférence de presse, le 27 décembre 2019.

Dans les derniers jours de son mandat, Yujra autorise l'octroi d'un prêt de quatre-vingt-dix ans au Centre culturel La Sombrerería à la Fondation culturelle de la Banque centrale de Bolivie. Située à Sucre, La Sombrerería est la plus grande infrastructure culturelle du pays. Elle est équipée de plusieurs salles de théâtre, d'un musée pour enfants et de salles de spectacle en plein air, pouvant accueillir des centaines de personnes. Le centre culturel est inauguré en octobre 2019, mais est resté fermé depuis, en raison de la crise politique déclenchée à l'époque. Yujra considère que ce prêt, autorisé par le décret suprême n° 4243, permettrait à des fonctionnaires plus compétents de gérer l'entretien du bâtiment, lui permettant ainsi de rouvrir enfin après des mois d'inactivité,.
Le mandat de Yujra dure jusqu'au 4 juin, date à laquelle il prend fin à la suite de la décision d'Áñez de supprimer définitivement trois ministères, dont le ministère de la Culture et du Tourisme, qui fusionne avec le ministère de l'Éducation. Le président qualifie cette décision de mesure d'économie visant à préserver les ressources nécessaires à la lutte contre la pandémie de COVID-19. Dans une interview accordée à Página Siete (en), Yujra indique qu'elle n'a pas été consultée au sujet de la décision de fermer le ministère : « En vérité, c'était une surprise pour moi. … J'ai juste dû l'accepter. ». L'ancienne ministre considère la décision comme une erreur, exprimant son espoir que le ministère soit rétabli, peut-être fusionné avec le ministère des Sports, qui est également supprimé. Yujra est nominalement remplacée par Víctor Hugo Cárdenas, ministre de l'Éducation, bien que le vice-ministère de l'Interculturalité — chargé de diriger le portefeuille des cultures — soit resté vacant pendant trois mois, Marcelo Bazán étant nommé à sa tête en septembre.
Deux mois après sa destitution, fin juillet, Áñez  nomme Yujra conseillère à l'ambassade de Bolivie à Quito, en Équateur. À la suite des élections générales anticipées de 2020 et au retour au pouvoir du MAS, les secteurs pro-gouvernementaux d'El Alto, de La Paz et des provinces environnantes inscrivent Yujra parmi leur liste de plus de trente collaborateurs du « coup d'État » de 2019, demandant au parquet d'ouvrir des enquêtes criminelles à leur encontre. De son côté, après son mandat de conseillère, Yujra se retire dans sa résidence d'El Alto, affirmant qu'elle n'a aucune intention de quitter le pays ou de se cacher : « Qui ne fait rien ne craint rien. Je n'ai aucune raison de me cacher, pourquoi me cacher ? ».